# Proszynskiana iranica
Proszynskiana iranica is een spinnensoort in de taxonomische indeling van de springspinnen (Salticidae).
Het dier behoort tot het geslacht Proszynskiana. De wetenschappelijke naam van de soort werd voor het eerst geldig gepubliceerd in 1996 door Dmitri Viktorovich Logunov.